# Magnolia colombiana
Espèce
Synonymes
- Dugandiodendron  colombianum (Little) Lozano
- Talauma  colombiana Little

Statut de conservation UICN

 CR B1ab(iii,v) : 
En danger critique
Magnolia colombiana est une espèce de plantes à fleurs de la famille des Magnoliacées. C'est un arbre endémique de Colombie.

## Description
C'est un arbre.

## Répartition et habitat
Cette espèce est endémique de Colombie où elle est présente entre 1 800 et 2 000 m d'altitude.